# Gatö Jowo
| Tibetische Bezeichnung                 |
| -------------------------------------- |
| Tibetische Schrift: དགའ་སྟོད་ཇོ་བོ་        |
| Wylie-Transliteration: dga' stod jo bo |
| Chinesische Bezeichnung                |
| Vereinfacht: 尕朵觉沃                  |
| Pinyin:Gaduo Juewo                     |

Der Gatö Jowo (tib.: dga' stod jo bo) ist einer der heiligen Berge der Tibeter.
Er liegt in einem nördlichen Seitental des Tongtian He, dem Oberlauf des Jangtsekiang (Dri Chu), auf dem Gebiet von Yushu in der tibetischen Kulturregion Kham.

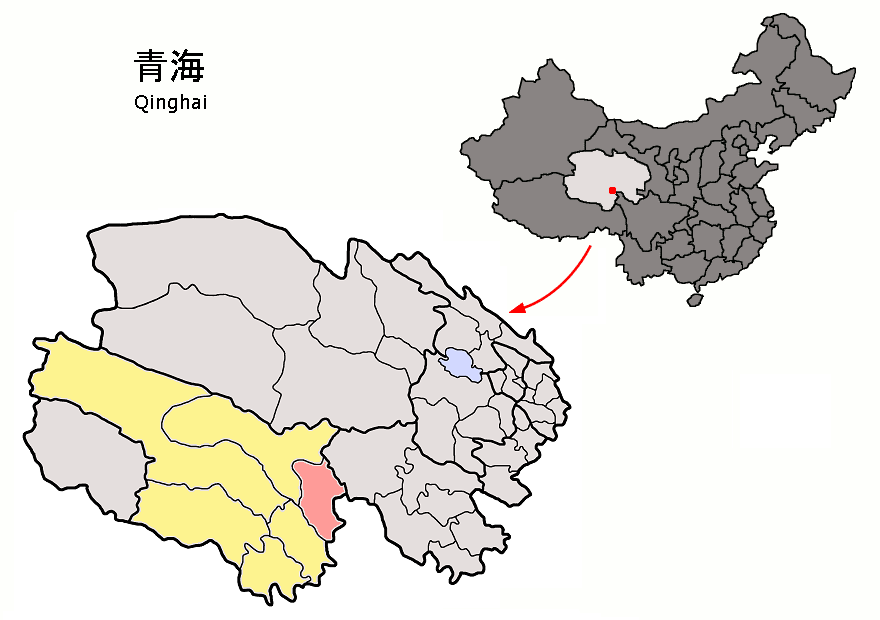
Lage des Kreises Chidu (rosa) im Autonomen Bezirk Yushu der Tibeter

Der Berg liegt auf dem Gebiet der Gemeinde Gatö („Oberes Ga“/sga stod/dga' stod/Gadoi/chin. Gaduo 尕朵乡) des Kreises Chidu (Thridu) des Regierungsbezirks Yushu in der nordwestchinesischen Provinz Qinghai. Sein höchster Gipfel ist 5395 m, anderen Angaben zufolge 5470 m hoch. Er liegt auf einer durchschnittlichen Höhe von 4900 Metern. In den Legenden der Tibeter wird er mit dem tibetischen König Thrisong Detsen (khri srong lde btsan) und dem Herrscher Gesar in Verbindung gebracht.